# Atletica leggera ai Giochi della XVIII Olimpiade
Ai Giochi della XVIII Olimpiade di Tokyo nel 1964 vennero assegnati 36 titoli in gare di atletica leggera, di cui 24 maschili e 12 femminili.
- Durata del programma: dal 14 al 21 ottobre
- Nazioni partecipanti: 80[1]
- Numero di atleti iscritti: 1018, di cui 782 uomini e 236 donne[1]
- Sede delle gare: Stadio Olimpico di Tokyo
- Per la prima volta le gare si disputano in una pista ad 8 corsie
- Programma femminile: vengono introdotti 400 metri piani e pentathlon
- Nell'atletica maschile: 3 nuovi record mondiali, 13 nuovi record olimpici
- Nell'atletica femminile: 6 nuovi record mondiali, 6 nuovi record olimpici

## Partecipazione
Il CIO ritira l'invito al Sudafrica, paese dove vige il regime di segregazione razziale chiamato apartheid. Il Sudafrica ritornerà nella famiglia olimpica a partire dal 1992.
A Tokyo sono presenti 81 squadre nazionali, il numero più alto raggiunto finora (nella seconda colonna il numero degli iscritti delle squadre più numerose):
| Paese                     | Atleti |
| ------------------------- | ------ |
| Argentina                 |        |
| Australia                 | 35     |
| Austria                   |        |
| Bahamas                   |        |
| Belgio                    | 10     |
| Birmania                  |        |
| Brasile                   |        |
| Bulgaria                  | 9      |
| Camerun                   |        |
| Canada                    | 15     |
| Cecoslovacchia            | 12     |
| Ceylon                    |        |
| Ciad                      |        |
| Cile                      |        |
| Colombia                  |        |
| Corea del Sud             | 17     |
| Costa d'Avorio            |        |
| Cuba                      |        |
| Danimarca                 |        |
| Etiopia                   |        |
| Filippine                 | 11     |
| Finlandia                 | 17     |
| Francia                   | 38     |
| Squadra Unificata Tedesca | 97     |
| Ghana                     | 12     |
| Giamaica                  | 15     |
| Giappone                  | 64     |
| Gran Bretagna             | 62     |
| Grecia                    |        |
| Hong Kong                 |        |
| India                     | 13     |
| Iran                      |        |
| Iraq                      |        |
| Irlanda                   |        |
| Islanda                   |        |
| Israele                   |        |
| Italia                    | 22     |
| Jugoslavia                | 9      |
| Kenya                     | 11     |
| Liberia                   |        |
| Liechtenstein             |        |
| Lussemburgo               |        |
| Madagascar                |        |
| Malaysia                  |        |
| Mali                      |        |
| Marocco                   |        |
| Messico                   |        |
| Mongolia                  |        |
| Nepal                     |        |
| Nigeria                   | 14     |
| Norvegia                  |        |
| Nuova Zelanda             | 14     |
| Paesi Bassi               |        |
| Pakistan                  |        |
| Panama                    |        |
| Perù                      |        |
| Polonia                   | 35     |
| Portogallo                |        |
| Porto Rico                |        |
| Rep. Araba Unita          |        |
| Rep. del Congo            |        |
| Rep. Dominicana           |        |
| Rhodesia Settentrionale   |        |
| Romania                   | 12     |
| Senegal                   | 12     |
| Spagna                    |        |
| Stati Uniti               | 86     |
| Svezia                    | 16     |
| Svizzera                  | 12     |
| Tanganica                 |        |
| Thailandia                | 18     |
| Trinidad e Tobago         |        |
| Turchia                   |        |
| Ungheria                  | 31     |
| Unione Sovietica          | 84     |
| Uruguay                   |        |
| Venezuela                 |        |
| Vietnam del Sud           |        |

È la prima partecipazione assoluta nell'atletica leggera per:
- 3 stati sovrani: Mongolia, Nepal e Repubblica Dominicana,
- 1 colonia britannica: Hong Kong.

Ma, soprattutto, a Tokyo appaiono sul palcoscenico olimpico gli stati africani di recente indipendenza: Congo, Ciad, Costa d'Avorio, Camerun, Madagascar, Mali, Senegal, Tanzania e Zambia, questi ultimi rispettivamente con le denominazioni di Tanganica e Rhodesia Settentrionale.
Giamaica e Trinidad e Tobago hanno ottenuto l'indipendenza dal Regno Unito e possono gareggiare con la propria bandiera.
Ritornano: Colombia, Perù, Singapore e Vietnam.
Rinunciano: Afghanistan, Egitto, Isole Figi, Guyana britannica, Guyana olandese, Indonesia, Libano, Sudan e Uruguay.

## Il punto tecnico
Ai Giochi viene utilizzato per la prima volta un sistema di cronometraggio elettrico completamente automatico, avviato mediante un timer azionato dalla pistola dello starter, che si arresta al momento del passaggio dei concorrenti sulla linea di arrivo, istante che viene registrato dal fotofinish.
Il risultato finale viene ancora ufficializzato al decimo di secondo.
Non ci sono ancora norme che stabiliscano che la pista olimpica debba avere un minimo di otto corsie, comunque viene stabilito che tutte le corsie debbano essere utilizzate, almeno nelle finali. La pista di Tokyo ha otto corsie, pertanto i finalisti di tutte le gare disputate in corsia sono otto.
Il fondo della pista, anche nella presente edizione, è in materiale friabile; sarà questa l'ultima volta per un'Olimpiade.
Entra in vigore la nuova tabella di punteggio del decathlon, sempre di elaborazione svedese.

## Medagliere
| Posizione | Paese             | Oro | Argento | Bronzo | Totale |
| --------- | ----------------- | --- | ------- | ------ | ------ |
| 1         | Stati Uniti       | 14  | 7       | 3      | 24     |
| 2         | Unione Sovietica  | 5   | 2       | 11     | 18     |
| 3         | Gran Bretagna     | 4   | 7       | 1      | 12     |
| 4         | Germania          | 2   | 5       | 3      | 10     |
| 5         | Polonia           | 2   | 4       | 2      | 8      |
| 6         | Nuova Zelanda     | 2   | 0       | 2      | 4      |
| 7         | Romania           | 2   | 0       | 1      | 3      |
| 8         | Australia         | 1   | 1       | 4      | 6      |
| 9         | Italia            | 1   | 0       | 1      | 2      |
| 10        | Belgio            | 1   | 0       | 0      | 1      |
| 10        | Etiopia           | 1   | 0       | 0      | 1      |
| 10        | Finlandia         | 1   | 0       | 0      | 1      |
| 13        | Ungheria          | 0   | 3       | 1      | 4      |
| 14        | Cecoslovacchia    | 0   | 2       | 0      | 2      |
| 15        | Trinidad e Tobago | 0   | 1       | 2      | 3      |
| 16        | Canada            | 0   | 1       | 1      | 2      |
| 16        | Francia           | 0   | 1       | 1      | 2      |
| 18        | Cuba              | 0   | 1       | 0      | 1      |
| 18        | Tunisia           | 0   | 1       | 0      | 1      |
| 20        | Giappone          | 0   | 0       | 1      | 1      |
| 20        | Kenya             | 0   | 0       | 1      | 1      |
| 20        | Svezia            | 0   | 0       | 1      | 1      |
| Totale    | Totale            | 36  | 36      | 36     | 108    |